# BMW E36 (M3)
Die zweite Ausführung des M3 (Baureihe E36) wurde im Sommer 1992 von der Motorsport GmbH vorgestellt und auf der Mondial de l’Automobile 1992 erstmals öffentlich präsentiert, die in der ersten Produktionsphase auf der zweitürigen Limousine basierte. Anders als der M3 E30 sollte der M3 E36 eine breitere Zielgruppe ansprechen und war nicht wie der Vorgänger für den Motorsport entwickelt.

## Modellgeschichte und Technik
Der M3 E36 hatte einen speziell für den M3 entwickelten (später auch im Z3 M verwendeten) und damals hochmodernen Hochdrehzahl-Reihensechszylinder (BMW S50) mit zuerst 2990 cm³ Hubraum, vier Ventilen pro Zylinder, 2 obenliegenden Nockenwellen, Einzeldrosselklappeneinspritzung und Fächerkrümmer. Er leistete 210 kW (286 PS) bei 7280 min−1 und hatte bereits die variable Nockenwellensteuerung VANOS (an Einlass- und Auslassnockenwelle, im Gegensatz zum Serienmotor M50, der nur die Einlasswelle verstellen konnte). Das maximale Drehmoment betrug 320 N·m bei 3600 min−1. Insgesamt war der S50B30 damit 1992 hochmodern und mit 70,2 kW pro Liter Hubraum ein Seriensaugmotor mit einer der höchsten Literleistungen weltweit (Honda hatte bereits 1991 im Civic VTi 74 kW pro Liter Hubraum erreicht.) Die gegenüber den Serienmodellen der BMW AG erheblich gestiegene Motorleistung des neuen M3 verlangte nach einer Überarbeitung des Fahrwerks und der Bremsanlage.
Die Vorderachse war eine MacPherson-Federbeinachse mit verstärkten Federtellern und Achsschenkeln. Als Hinterachse kam eine Zentrallenker-Hinterachse, die erstmals beim Z1 eingesetzt wurde, zum Einsatz. Die Längslenker mussten jedoch an die gestiegene Leistung angepasst werden. Ebenfalls deutlich straffer abgestimmt wurden Dämpfer und Stabilisatoren. Der M3 war so exakt 31 mm tiefer als die „normalen“ 3er-Coupés.
Anfang 1994 kam das neue M3 Cabrio auf den Markt. Es hatte serienmäßig ein elektrisches Verdeck und innovative Sicherheitstechnik. Das von BMW ÜRSS genannte Überrollsystem hatte zwei hinter den Kopfstützen der Rücksitzbank eingebaute und nicht sichtbare Sicherheitsbügel. Sensoren überwachten die Lage des Fahrzeuges, wurden die Grenzwerte erreicht, so lösten sie die Verriegelung der Überrollbügel. Diese fuhren dann ohne Pyrotechnik nur durch Federkraft aus. Bis zum Produktionsende 1999 liefen 12.114 Cabrios vom Band. 
Ab Sommer 1994 wurde der M3 auch als viertürige Limousine angeboten. Der BMW M3 der E36-Baureihe war damit lange Zeit das einzige Modell, von dem es diese Variante gab. Erst mit Einführung des E90 bot BMW ab Frühjahr 2008 wieder eine viertürige Variante des M3 an. Bis zum Produktionsende im Frühjahr 1999 wurden 12.435 Fahrzeuge der M3 Limousine abgesetzt. 
Ab Herbst 1995 wurde der komplett überarbeitete 3,2-Liter-Sechszylinder mit 236 kW (321 PS) bei 7600 min−1 und 350 N·m angeboten (S50B32) bzw. ersetzte den S50B30 3,0-Liter-Motor mit 210 kW. Er hatte außer etwas mehr Hubraum Doppel-VANOS, geänderte Ölversorgung und weitere Detailverbesserungen. Weiterhin wurden mit dem M3 3.2 das Sechsganggetriebe sowie die Compound-Bremse an der Vorderachse eingeführt. Diese Version wird im englischen Sprachraum auch mit „Evo“ oder „Evolution“ bezeichnet.
Im Sommer 1996 wurde das SMG-Getriebe für den M3 angeboten. Der M3 war damit das erste Großserienfahrzeug mit einem automatisierten Schaltgetriebe, das BMW zusammen mit GETRAG entwickelt hatte.
Ebenfalls im Sommer 1996 wurde der M3 für das Modelljahr 1997 überarbeitet. Er bekam die runden Nieren sowie weiße Gläser für die Blinkleuchten serienmäßig. 
BMW baute bis April 1999 exakt 71.242 Einheiten vom M3 der E36-Reihe.

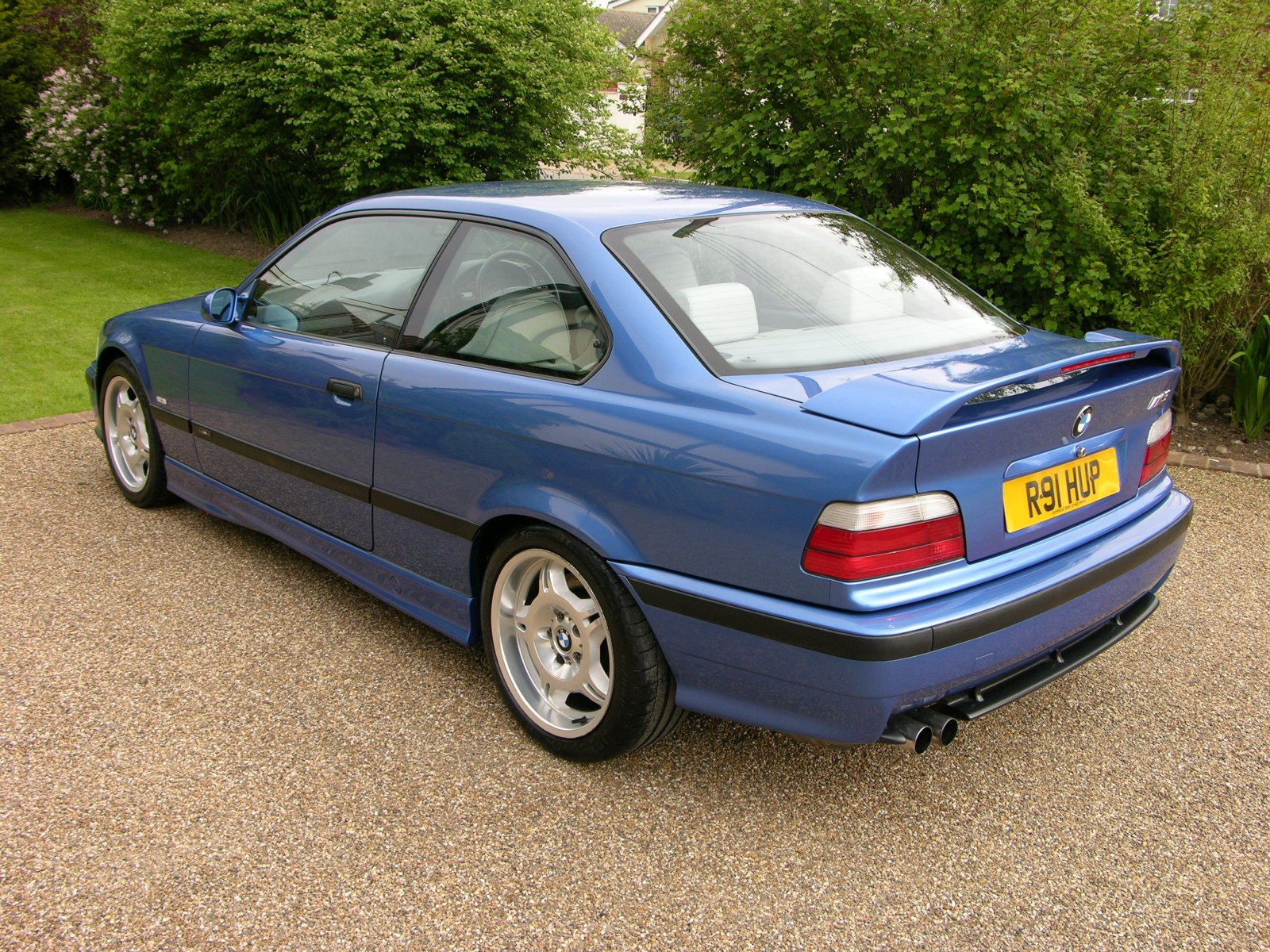
Heckansicht
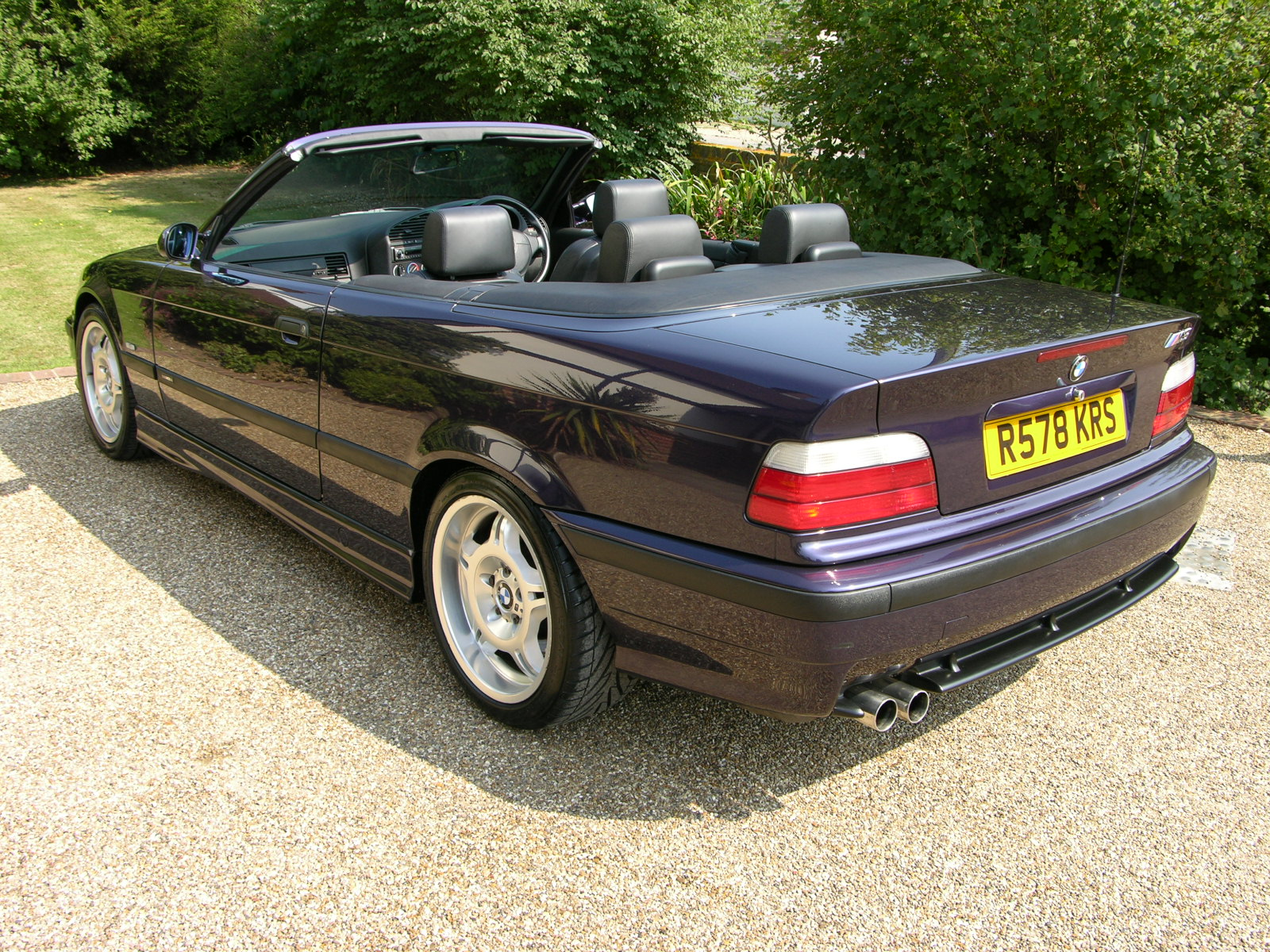
BMW M3 Cabrio (1994–1999)
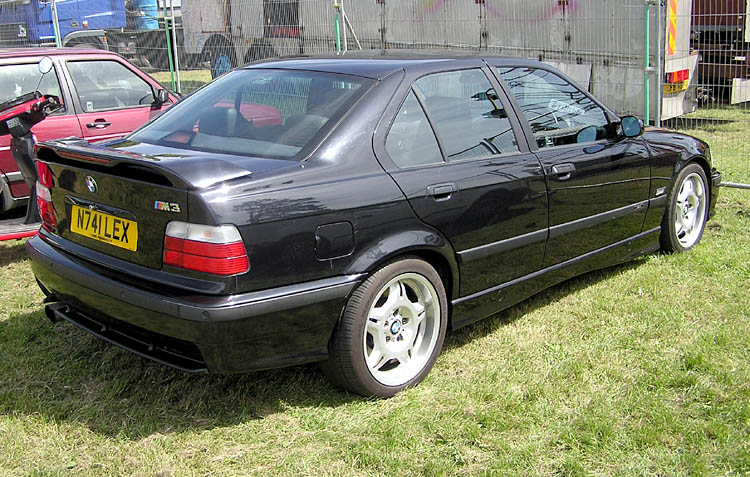
BMW M3 Limousine (1994–1999)
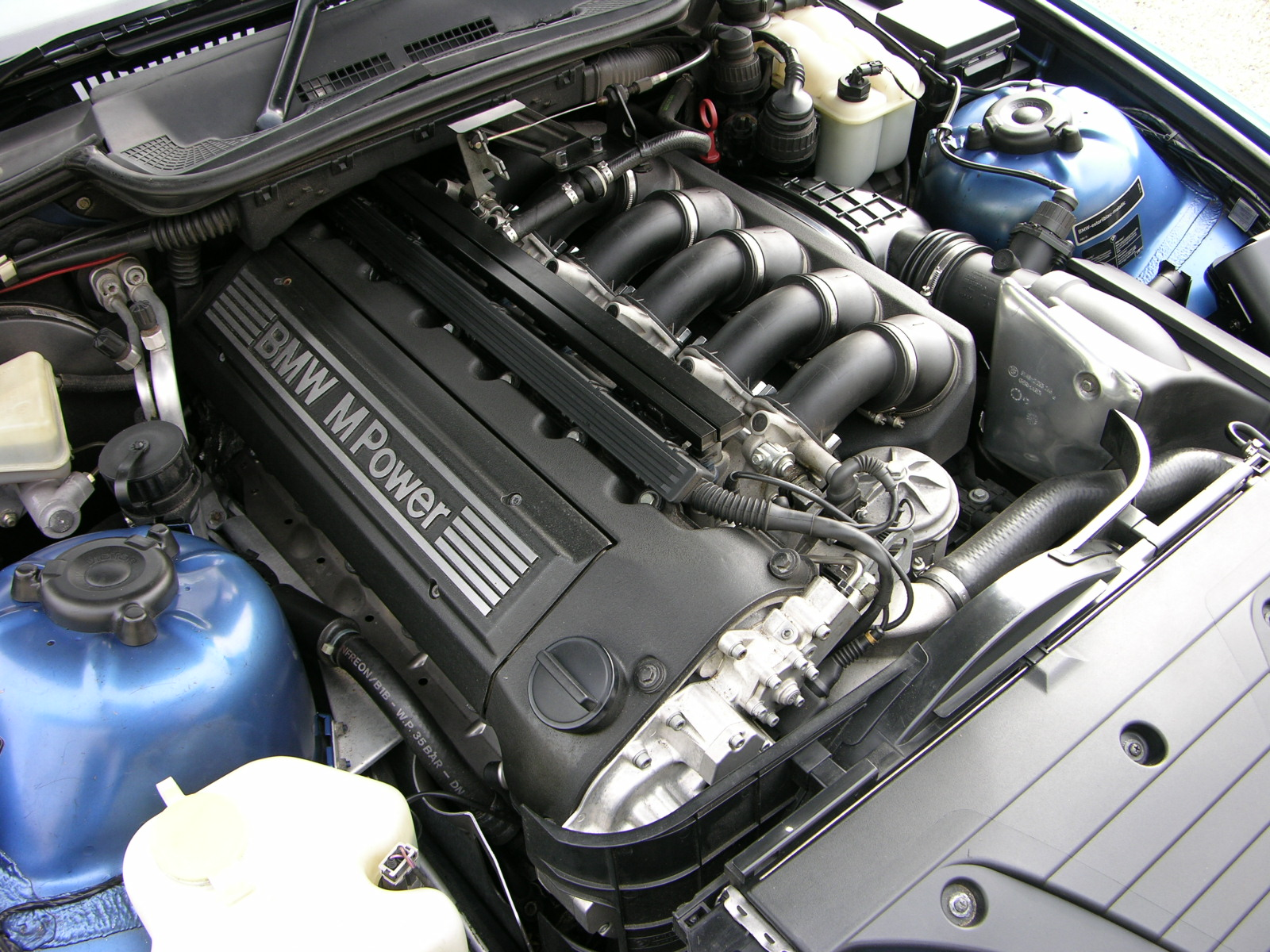
Motor S50B32 in einem BMW M3 E36

## Technische Daten (Europa)
Daten zur Fahrleistung beziehen sich auf das Coupé mit Schaltgetriebe.
|                               | M3 3.0                   | M3 GT                    | M3 3.2                   |
| ----------------------------- | ------------------------ | ------------------------ | ------------------------ |
| Bauzeit                       | 10/1992–10/1995          | 12/1994–06/1995          | 10/1995–04/1999          |
| Motorcode                     | S50B30                   | S50B30                   | S50B32                   |
| Hubraum                       | 2990 cm³                 | 2990 cm³                 | 3201 cm³                 |
| Zylinder/Ventile              | 6/24                     | 6/24                     | 6/24                     |
| Bohrung × Hub                 | 86,0 mm × 85,8 mm        | 86,0 mm × 85,8 mm        | 86,4 mm × 91,0 mm        |
| Verdichtung                   | 10,8 : 1                 | 10,8 : 1                 | 11,3 : 1                 |
| Nennleistung (1) bei min−1    | 210 kW (286 PS) bei 7000 | 217 kW (295 PS) bei 7000 | 236 kW (321 PS) bei 7400 |
| max. Drehmoment (1) bei min−1 | 320 Nm bei 3600          | 323 Nm bei 3900          | 350 Nm bei 3250          |
| Antrieb                       | Hinterradantrieb         | Hinterradantrieb         | Hinterradantrieb         |
| Getriebe, serienmäßig         | 5-Gang-Schaltgetriebe    | 5-Gang-Schaltgetriebe    | 6-Gang-Schaltgetriebe    |
| Getriebe, optional            | -                        | -                        | SMG-Getriebe             |
| Höchstgeschwindigkeit         | 250 km/h (2)             | 250 km/h (2)             | 250 km/h (2)             |
| Beschleunigung 0–100 km/h     | 6,0 s                    | 5,9 s                    | 5,5 s                    |
| Leergewicht                   | 1460 kg                  | 1460 kg                  | 1530 kg                  |

## Sonder- und US-Exportmodell
- Ein Sondermodell von Dezember 1994 bis Juni 1995 war der M3 GT mit 2990 cm³ Hubraum und 217 kW (295 PS). Das Fahrzeug war auf 350 Einheiten limitiert (gebaut: 356) und wurde nur in „British Racing Green“ (Farbcode 312) ausgeliefert. Einige Motorendetails stammten schon von der späteren 3,2-l-Maschine, die Leistung wurde leicht auf 217 kW (295 PS) gesteigert. Die Türen waren aus Aluminium und der Heckspoiler war serienmäßig. Das Interieur wurde in Mexico-grün/Alcantara ausgeliefert.

Ein Export des M3 E36 in die USA war ursprünglich nicht vorgesehen. Dies geschah dann unter Verwendung eines eigens für den US-Markt gebauten Motors (S50B30US und S52USB32), der weniger aufwendig konstruiert war als die EU-Version. Der Motor entsprach im Wesentlichen einem auf 3 Liter Hubraum erhöhten M50B25TU des 325i mit Vanos/Tü (variabler Nockenwellensteuerung) und zentraler Drosselklappe (statt Einzeldrossel). Die zweite Variante des US-M3 (S52B32) basiert vom Zylinderkopf her auf dem M52-Motor, das Kurbelgehäuse besteht jedoch anders als beim M52 weiterhin aus Grauguss. Man vergrößerte den Hubraum bei der zweiten Variante auf 3,2 Liter. 
Beide Versionen sind nicht (wie bei Motoren für die BMW M-Modelle üblich) mit einer Einzeldrosselklappenanlage, Hochdruck-Vanos oder Tassenstösseln ausgerüstet. Diese Maßnahmen waren notwendig, um die in den USA geltenden Abgasvorschriften einzuhalten. Als Pendant zum M3 GT wurde in den USA das limitierte Sondermodell M3 LTW (Lightweight) angeboten. Dieses Modell hatte die gleichen Spoiler wie der M3 GT, allerdings mit deutlich reduzierter Innenausstattung zum Zwecke der Gewichtsreduzierung. Dieses Fahrzeug war nur in der Farbe Weiß erhältlich.

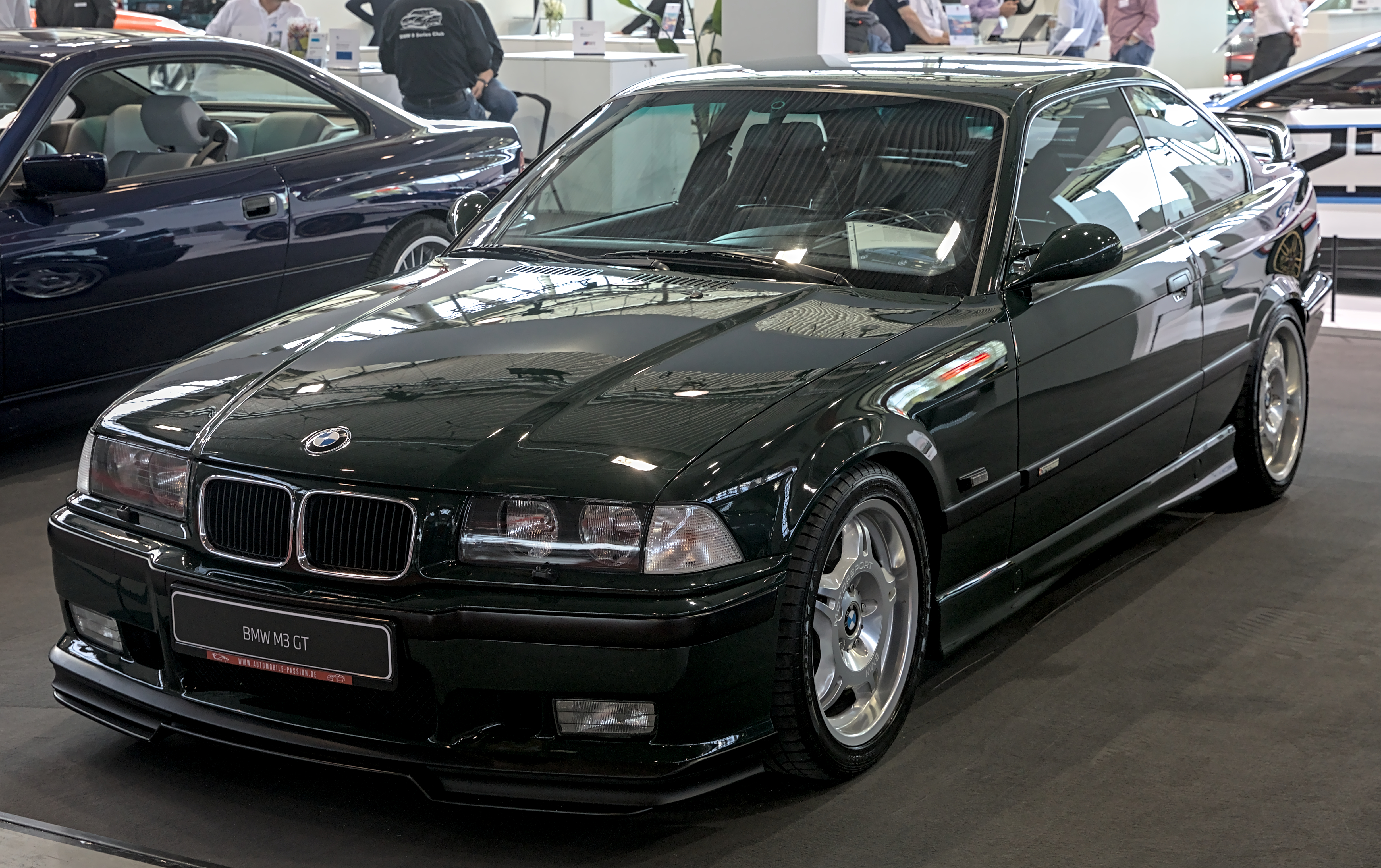
BMW M3 GT (1992–1999)
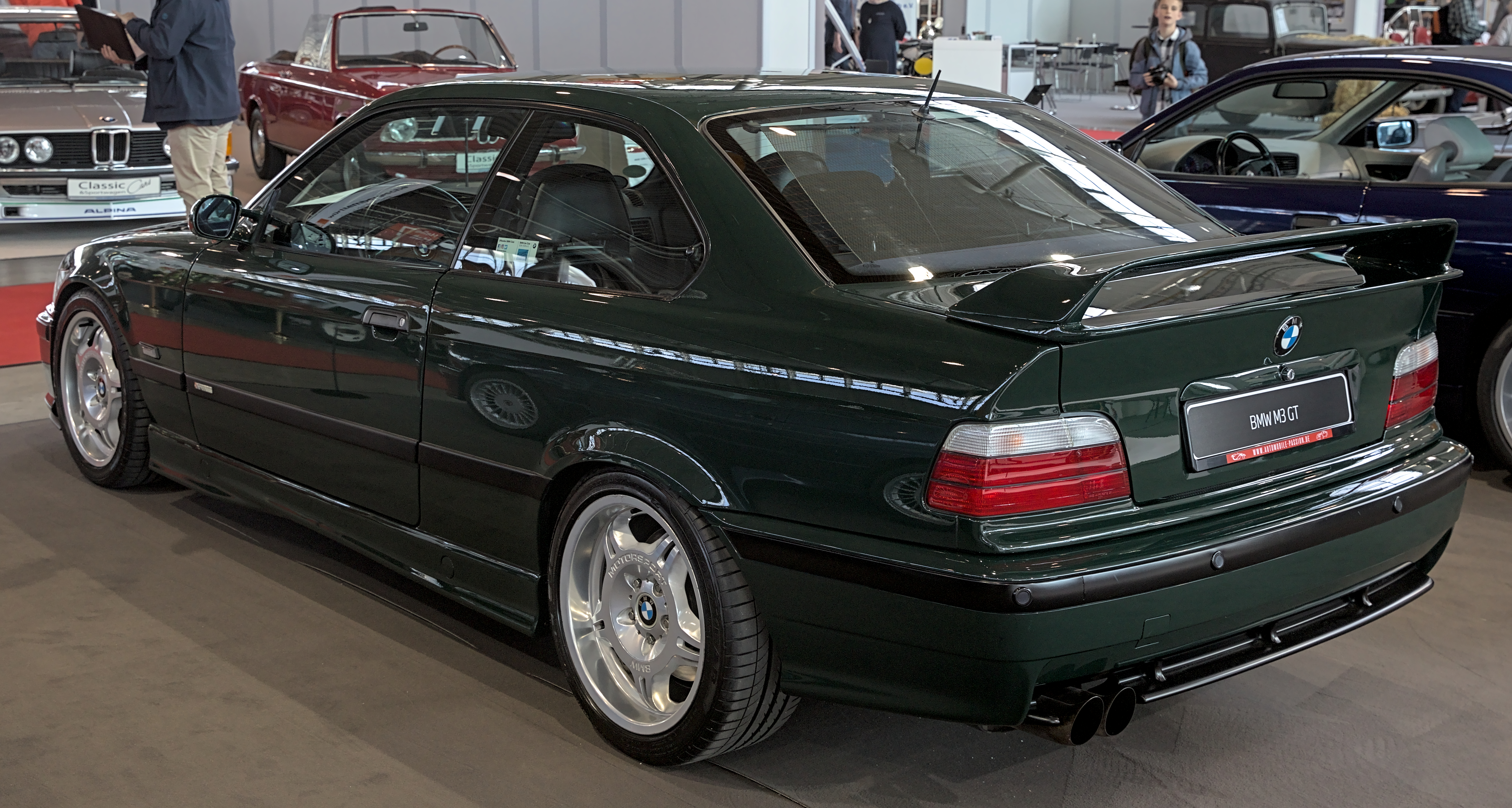
Heckansicht

## Technische Daten (US-Modell)
|                               | M3 3.0 Limousine              | M3 3.2 Limousine              | M3 3.2 Coupé                  |
| ----------------------------- | ----------------------------- | ----------------------------- | ----------------------------- |
| Bauzeit                       | 1994–08/1996                  | 09/1996–05/1998               | 09/1996–05/1998               |
| Motorcode                     | S50B30US                      | S52B32                        | S52B32                        |
| Hubraum                       | 2990 cm³                      | 3152 cm³                      | 3152 cm³                      |
| Zylinder/Ventile              | 6/24                          | 6/24                          | 6/24                          |
| Bohrung × Hub                 | 86,0 mm × 85,8 mm             | 86,4 mm × 89,6 mm             | 86,4 mm × 89,6 mm             |
| Verdichtung                   |                               | 10,5 : 1                      | 10,5 : 1                      |
| Nennleistung (1) bei min−1    | 179 kW (240 hp) bei 6000      | 179 kW (240 hp) bei 6000      | 179 kW (240 hp) bei 6000      |
| max. Drehmoment (1) bei min−1 | 305 N·m (225 lbf·ft) bei 4250 | 320 N·m (236 lbf·ft) bei 3800 | 320 N·m (236 lbf·ft) bei 3800 |
| Antrieb                       | Hinterradantrieb              | Hinterradantrieb              | Hinterradantrieb              |
| Getriebe, serienmäßig         | 5-Gang-Schaltgetriebe         | 5-Gang-Schaltgetriebe         | 5-Gang-Schaltgetriebe         |
| Getriebe, optional            | 5-Stufen-Automatikgetriebe    | 5-Stufen-Automatikgetriebe    | –                             |
| Höchstgeschwindigkeit         | 220 km/h (2)                  | 225 km/h (2)                  | 225 km/h (2)                  |
| Leergewicht                   |                               | 1440 kg                       | 1440 kg                       |